# Huangzhishania
Huangzhishania is een geslacht van uitgestorven slangsterren uit de familie Ophiuridae. Vertegenwoordigers van dit geslacht zijn slechts als fossiel bekend.

## Soorten
- Huangzhishania gulinensis (Feng, 1985) †
- Huangzhishania permotriassica Chen, Shi & Kaiho, 2004 †
- Huangzhishania schistovertebrata (Yang, 1960) †